# Vida extra

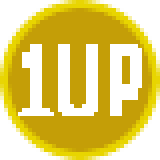
Una de las posibles representaciones de una vida extra

Una vida extra (o "1UP", "1-UP", etc), es un término de videojuegos de consola que comúnmente se refiere a un elemento que le da al jugador una vida adicional, para completar el juego. En algunos juegos, es posible recibir múltiples vidas extra a la vez. Cuando esto sucede, el número de vidas adicionales obtenidas a veces cambia la notificación de "1-up" al número que refleja las vidas totales ganadas: dos vidas serían "2-up", cinco vidas serían "5-up", y así sucesivamente. Los juegos que no lo hacen de esta manera a menudo se limitan a repetir el "1-up" en la sucesión de notificación simultánea rápida con el número de vidas otorgadas.

## Historia
El término "1-up", apareció en los juegos de pinball estadounidenses por lo menos en la década de 1970, quizás antes. Estos juegos a menudo dio a los jugadores múltiples oportunidades. Cuando una pelota se perdía en la canaleta, la siguiente se cargaba y se continuaba el juego. Si un jugador cumplía determinadas condiciones (por ejemplo, una puntuación máxima), recibía una pelota extra. Más tarde, este concepto se aplicaría a los juegos de arcade. La inclusión de las vidas extra era muy común en los videojuegos de la década de 1980, incluso en otra forma "realista" con juegos de tema de combate.
El "1-up" fue visto por primera vez en un pinball multijugador y otros juegos de arcade. En estos juegos, "1UP" significaba que era el turno de un jugador. Del mismo modo, "2UP" significaba que era el turno del segundo jugador, y así sucesivamente. En algunos casos, los juegos de arcade también se utilizaban esta terminología para designar qué puntuación fue para cada quién. El "1UP" seguido por una puntuación indicaba que fue la puntuación de un jugador, por ejemplo.
El uso del término "1-up" para designar una vida extra apareció por primera vez en Super Mario Bros., donde el jugador puede obtener una vida extra por tres maneras:
- Conseguir 100 monedas
- Encontrar un hongo verde (llamado hongo 1-up)
- Saltar sobre ocho enemigos de manera consecutiva sin tocar nada en el proceso, o usar un caparazón enemigo para ejecutar a ocho enemigos consecutivos.